# Hellmut Ippen
Hellmut Ippen (* 15. März 1925 in Stettin; † 13. März 1998 in Göttingen) war ein deutscher Dermatologe.
Ippen studierte Medizin und Chemie an der Universität Hamburg, wo er 1954 promovierte. Er habilitierte sich 1958 in Düsseldorf, wo er 1965 als außerplanmäßiger Professor der Dermatologie und Venerologie berufen wurde. 1974 wurde er Direktor der Universitäts-Hautklinik zu Göttingen, deren Leitung er nach späteren Umstrukturierungen mit Klaus Bosse und H. Berger teilte. Bis zu seiner Emeritierung im Jahr 1993 war er ordentlicher Professor für Dermatologie und Venerologie.
Seine Forschungsgebiete lagen im Bereich der Porphyrien, der Lichtbiologie, Dermato-Pharmakologie und berufsbedingten Hautkrankheiten, insbesondere Kontaktallergien. Im Lauf seiner Karriere veröffentlichte Hellmut Ippen über 300 Fachartikel.

## Werke
Bücher
- Hellmut Ippen: Über Urinbestandteile beim chronischen polymorphen Lichtexanthem. 1953, DNB 480493251 (Dissertation Univ. Hamburg).
- Hellmut Ippen: Lichtschäden und Lichtschutz durch Kosmetika. Hüthig, Heidelberg 1957, DNB 452241944.
- Hellmut Ippen: Index pharmacorum. Synonyma, Struktur und Wirkung der organisch-chemischen Arzneistoffe. Geleitwort von Werner Koll. Herausgegeben im Auftrag der Deutschen Forschungsgemeinschaft. 2., unveränd. Auflage. Thieme, Stuttgart 1974, ISBN 3-13-441502-X.
- Hellmut Ippen: Kollegheft Dermato-Venerologie. Vandenhoeck & Ruprecht, Göttingen 1976, ISBN 3-525-85262-2.
- Silvia Schauder, Hellmut Ippen: Lichtschutzfilterhaltige Präparate in der Bundesrepublik Deutschland. In: H + G Zeitschrift für Hautkrankheiten. Band 63, Suppl. 1. Grosse, 1988, ISSN 0301-0481, DNB 881441775.

Fachartikel (Auswahl)
- H. Ippen: Allgemeinsymptome der späten Hautporphyrie (porphyria Cutanea Tarda) als Hinweise für deren Behandlung. In: Deutsche Medizinische Wochenschrift. Band 86, Nr. 3, 1961, S. 127–133.
- H. Ippen: Treatment of porphyria cutanea tarda by phlebotomy. In: Seminars in Hematology. Band 14, Nr. 2, April 1977, ISSN 0037-1963, S. 253–259.
- K. W. Rumpf, A. Seubert, R. Valentin, H. Ippen, S. Seubert, H. D. Lowitz, H. Rippe, F. Scheler: Association of Ethylene-Oxide-Induced IgE Antibodies with Symptoms in Dialysis Patients. In: The Lancet. Band 326, Nr. 8469, 28. Dezember 1985, S. 1385–1387, doi:10.1016/S0140-6736(85)92555-3.
- W. Uter, Th Fuchs, M. Häusser, H. Ippen: Patch test results with serial dilutions of nickel sulfate (with and without detergent), palladium chloride, and nickel and palladium metal plates. In: Contact Dermatitis. Band 32, Nr. 3, März 1995, S. 135–142, doi:10.1111/j.1600-0536.1995.tb00802.x.
- Silvia Schauder, Hellmut Ippen: Contact and photocontact sensitivity to sunscreens - Review of a 15-year experience and of the literature. In: Contact Dermatitis. Band 37, Nr. 5, November 1997, S. 221–232, doi:10.1111/j.1600-0536.1997.tb02439.x.